# Voiture leurre

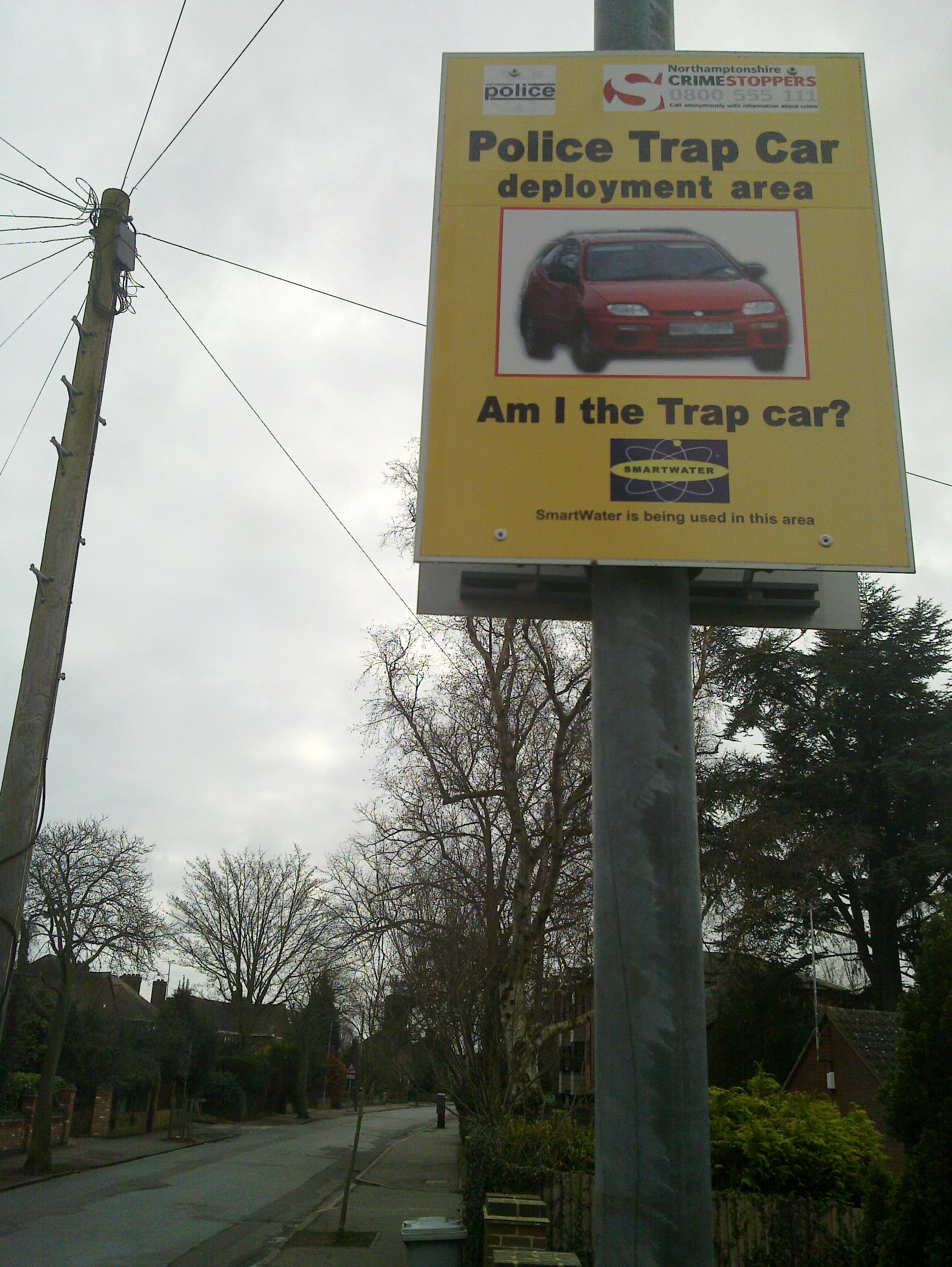
Un panneau d'avertissement d'une zone de déploiement de voitures leurres de la police, au Royaume-Uni

Une voiture leurre, également appelée voiture-appât, voiture chaude ou voiture piège, est un véhicule utilisé par les forces de l'ordre pour capturer les voleurs de voitures ou les voleurs qui volent des objets dans les voitures. Les véhicules sont modifiés avec la technologie de surveillance audio/vidéo et peuvent être surveillés et contrôlés à distance. Celles mises en place pour attraper les voleurs de voitures peuvent inclure le suivi GPS. Un « arrêt d'urgence » peut être installé dans le véhicule permettant à la police de désactiver à distance le moteur et de verrouiller toutes les portes, empêchant ainsi toute évasion. Une voiture configurée pour attraper les voleurs qui volent des objets dans les voitures peut être désactivée afin qu'elle ne puisse pas être démarrée et avoir une « propriété d'appât » spécialement préparée.

## Description
La voiture leurre, souvent remplie d'objets de valeur pour attirer l'attention, est généralement garée dans une zone à haut risque de vol de voitures. Dans les cas habituels, le véhicule est simplement laissé déverrouillé avec les clés dans le contact. Si la voiture est configurée pour attraper les voleurs de voitures, lorsque la voiture est volée, les agents sont immédiatement alertés et peuvent surveiller le véhicule et envoyer des commandes pour le contrôler, telles que désactiver le moteur, verrouiller les portes ou klaxonner. Des dispositifs de diffusion audio ou vidéo en direct peuvent être installés, permettant aux forces de l'ordre de déterminer combien de suspects se trouvent dans la voiture, ce qu'ils prévoient, et s'ils sont armés. Si la voiture-appât est configurée pour attraper les voleurs qui volent des objets dans les voitures, elle peut être surveillée par vidéo à partir d'un emplacement central.

## Dans les médias
Les voitures leurre ont été présentées dans de nombreux documentaires et émissions de télé-réalité, notamment COPS, World's Wildest Police Videos et Jacked: Auto Theft Task Force. Elles ont également été l'objet de la série télévisée TruTV Bait Car.